# Temmen-Ringenwalde
Temmen-Ringenwalde est une commune allemande de l'arrondissement d'Uckermark, Land de Brandebourg.

## Géographie
Temmen-Ringenwalde se situe dans l'Uckermark, dans la réserve de biosphère de Schorfheide-Chorin jusqu'au Schorfheide. Les plus grands lacs de la commune sont le Briesensee, le Großer Kelpinsee, le Libbesickesee, le Lübelowsee, le Düstersee et le Klarer See. Près de Temmen jaillit l'Uecker.
Temmen-Ringenwalde comprend les quartiers suivants :
| - Ahlimbswalde - Alt Temmen - Hessenhöhe | - Julianenhof - Libbesicke - Luisenau | - Neu Temmen - Poratz - Ringenwalde |

| Milmersdorf  | Gerswalde          | Flieth-Stegelitz |
| Templin      | Temmen-Ringenwalde | Angermünde       |
| Joachimsthal | Friedrichswalde    |                  |

Ringenwalde se trouve sur la ligne de Britz à Fürstenberg.

## Histoire
En 1375, l'ancien Angerdorf Temmen est mentionné pour la première fois dans un document sous le nom de Tempne. Au milieu du XVIIIe siècle, une distinction est faite entre Alt Temmen et Neu Temmen lors de la création de Neu Temmen. En 1969, Poratz fusionne avec Temmen.
L'église de Ringenwalde est consacrée en 1280, il reste la nef. En 1311, un lieu nommé Ryngenwolde est mentionné pour la première fois.

## Démographie
| Année | Temmen | Ringenwalde |  | Année | Temmen- Ringenwalde |  | Année | Temmen- Ringenwalde |
| ----- | ------ | ----------- |  | ----- | ------------------- |  | ----- | ------------------- |
| 1875  | 203    | 583         |  | 2001  | 762                 |  | 2015  | 548                 |
| 1910  | 167    | 538         |  | 2005  | 737                 |  | 2016  | 539                 |
| 1939  | 191    | 584         |  | 2010  | 623                 |  | 2017  | 530                 |
| 1946  | 268    | 841         |  | 2011  | 577                 |  |       |                     |
| 1950  | 326    | 855         |  | 2012  | 566                 |  |       |                     |
| 1971  | 397    | 627         |  | 2013  | 555                 |  |       |                     |
| 1990  | 381    | 468         |  | 2014  | 538                 |  |       |                     |
| 1995  | 340    | 471         |  |       |                     |  |       |                     |
| 2000  | 319    | 468         |  |       |                     |  |       |                     |

## Personnalités liées à la commune
- Willi Mittelstädt (né en 1947), homme politique